# Melarsoprol
Melarsoprol ist ein Arzneistoff mit Arsen, Dimercaprol und Melamin als Strukturelementen. Es wird zur Behandlung des späten Stadiums der afrikanischen Trypanosomiasis (Schlafkrankheit) verwendet und ist unter den Handelsnamen Mel B oder Arsobal erhältlich; eine Zulassung in Europa liegt nicht vor.
Da Melarsoprol eine giftige Arsenverbindung ist, darf die Behandlung nur unter Aufsicht eines Arztes durchgeführt werden. Die Behandlung verursacht eine Reihe von Nebenwirkungen, darunter: Krämpfe, Fieber, Ohnmacht, Ausschlag, Blut im Stuhl, Übelkeit und Erbrechen. Gefürchtet ist insbesondere eine Enzephalopathie, die in 5 bis 10 % der Fälle zum Tode führt.
Eflornithin ist eine modernere und weit weniger gefährliche Behandlung für die Schlafkrankheit, aber es ist bei Infektionen mit Trypanosoma brucei rhodesiense wirkungslos, teuer, schwierig zu bekommen und daher kommt der meiste Bestand aus Spenden des Herstellers Sanofi-Aventis.
Das Fertigpräparat Arsobal ist derzeit außer Vertrieb.